# 珍貴日子的夢想
《珍貴日子的夢想》（韓語：소중한 날의 꿈），2011年上映的韓國動畫電影。安載勳、韓惠珍執導，南韓Studio-Mwp、A One Entertainment、EBS、Seoul Animation Center、ICONIX攝製及發行。

## 簡介
擅長跑步而且從未輸過的伊莨，在一次比賽中被人超越，不想輸掉比較的伊莨故意摔倒。此後不管體育老師如何勸說，伊莨還是選擇放棄跑步。一天在唱片行，伊莨遇到來自首爾的轉學生秀敏，兩個人成為朋友。漂亮成熟的秀敏在男生中很有人氣，伊莨每當看到自信滿滿的秀敏就會覺得自己一無是處。
後來學校裡一個名叫哲秀的男生，在做飛行實驗的時候從高空墜落，伊莨開始對哲秀產生好奇。一天伊莨在維修音響的商店，偶然認識了幫助舅舅修理電器的哲秀。兩個人在關於飛行實驗的聊天中開始了解對方。哲秀是個對飛行和宇宙探索極為感興趣的男生，而哲秀的熱情也感染了伊莨。但是，當出色的秀敏與哲秀相識之後，伊莨對自己的未來開始感到擔憂。

## 製作
動畫片《珍貴日子的夢想》是安載勳、韓惠珍兩位導演醞釀一年，潛心制作十一年的心血作品。對於兩位喜愛動畫的導演來說，該片不僅是關於「初戀」，也是一個關於「夢想」的故事。
安載勳導演在2000年曾制作《純真的喜悅》一片，已展現不俗的藝術功力。此次與志同道合的韓慧珍聯手，呈現更加動人的初戀回憶。在漫長辛苦的制作期，他們遇到了包括技術和資金很多難以想像的困難，克服了韓國動畫的傳統弊病，有許多大膽創新。
故事腳本來自韓國編劇宋惠真，她之前的編劇作品有《人魚公主》、《老婆結婚了》，以及《我的甜蜜都市》。之所以故事背景定在上世紀60年代，也正是因為那個年代象徵的純真的感情，人們在樸實的生活裡期待甜蜜，而回憶也變得更加雋永。
安載勳導演表示，這並非只是拍給戀人們看的作品，所有具有懷舊心情，以及走過那個年代的人，在看完後都能得到共鳴。

## 幕後配音
《珍貴日子的夢想》幕後配音，來自朴信惠、宋昶義、吳漣序。朴信惠自從電視劇《原來是美男》大獲成功之後，再接再勵又推出賣座喜劇電影《大鼻子情聖：戀愛操作團》，成為新一代人氣女星，完美演繹動畫片中的女主角伊莨。宋昶義最為人所知的來自音樂劇的表演，擁有天生的動人聲線，後來演出熱門戲劇《黃金新娘》和《人生多美麗》，讓人見識他不俗的演技。另一位配音女主角好友的是演員吳漣序，從電影《女高怪談5》和電視劇《回來的大醬湯鍋》逐漸廣為人知，到熱門劇《同伊》，她所飾演的仁元皇后令人驚豔。在《珍貴日子的夢想》中，吳漣序的角色是女主角伊莨的姐妹淘，一個在首爾長的冰山美女。
- 宋昶義 飾 哲秀，喜歡飛行及宇宙探索的男生。
- 朴信惠 飾 吳伊莨，喜歡跑步從來沒輸過的女生，在一次跑步被超越後，放棄了跑步。
- 吳漣序 飾 韓秀敏，從首爾來的轉學生，冰山美人，女主角的好朋友。

## 外部連結
- Naver Movie 소중한 날의 꿈 （页面存档备份，存于）
- STUDIO-MWP （页面存档备份，存于）
- 電影官方部落格 dreamwp.cafe （页面存档备份，存于）
- STUDIO MWP 官方twitter （页面存档备份，存于）